# Johannishus
Johannishus ist eine Ortschaft (tätort) in der Gemeinde Ronneby der schwedischen Provinz Blekinge län und der historischen Provinz (landskap) Blekinge.
Gut zwei Kilometer nördlich der Ortschaft liegt das Schloss Johannishus, das 1684 durch Graf Hans Wachtmeister zu Johannishus erworben wurde und bis heute im Besitz der Grafen Wachtmeister af Johannishus verblieb.
Das Schloss mit der umliegenden Siedlung ist seit 2015, wie zuvor schon bis 2000, vom Statistiska centralbyrån als småort Johannishus slott ausgewiesen, nachdem seine Einwohnerzahl wieder auf über 50 gestiegen ist.
Im nördlichen Teil des Ortes liegt eine Grundschule, daneben gibt es eine Bibliothek. Die Kirche des Ortes ist die wenig westlich außerhalb gelegene Kirche von Hjortsberga (Hjortsberga kyrka), die namensgebend für das Kirchspiel Hjortsberga socken und die von 1863 bis Ende 1951 existierende Landgemeinde Hjortsberga landskommun war, wie auch für die bis 2001 eigenständige Kirchengemeinde Hjortsberga församling und den 2016 in deren Grenzen gebildeten Distrikt.

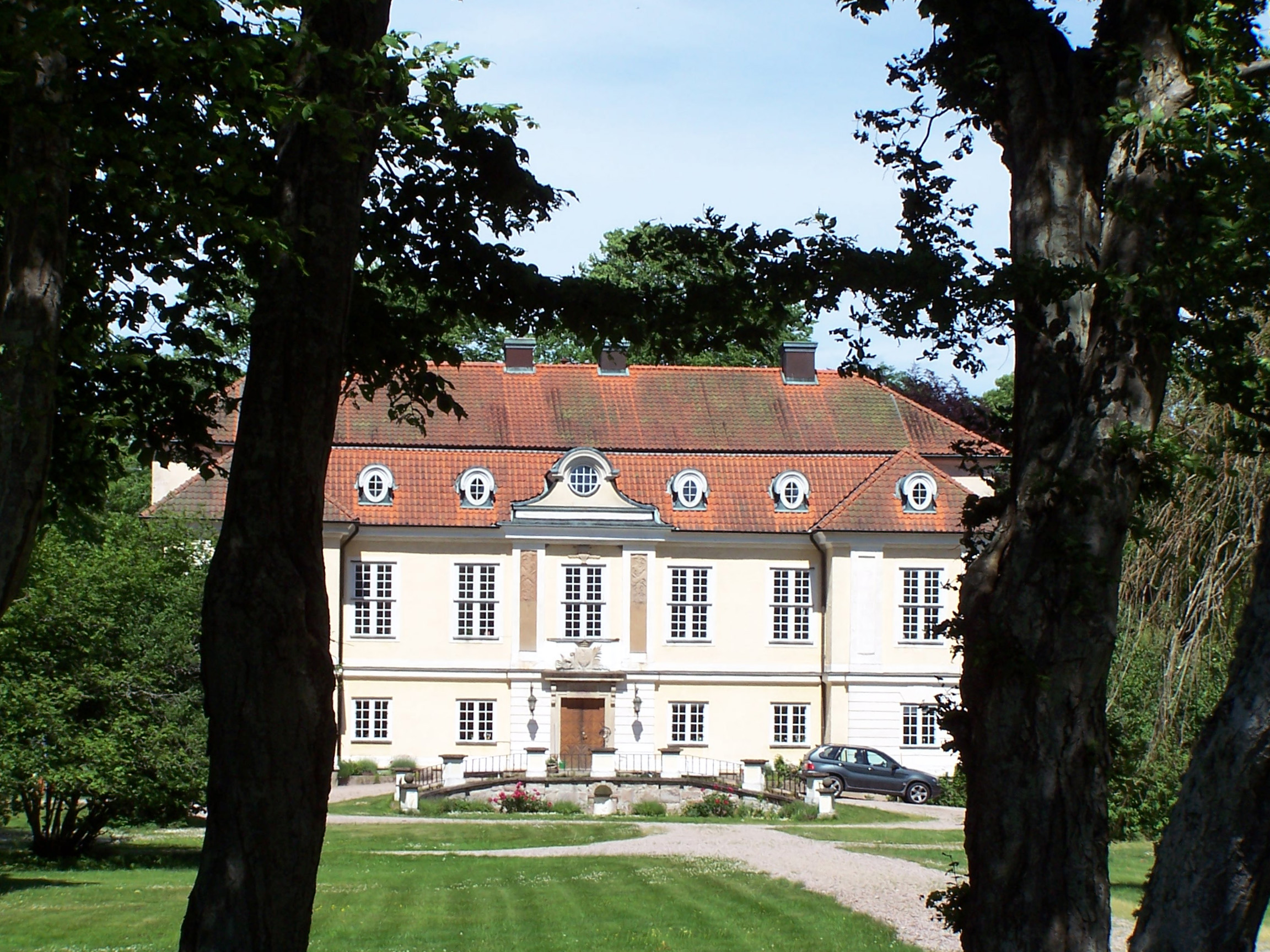
Schloss
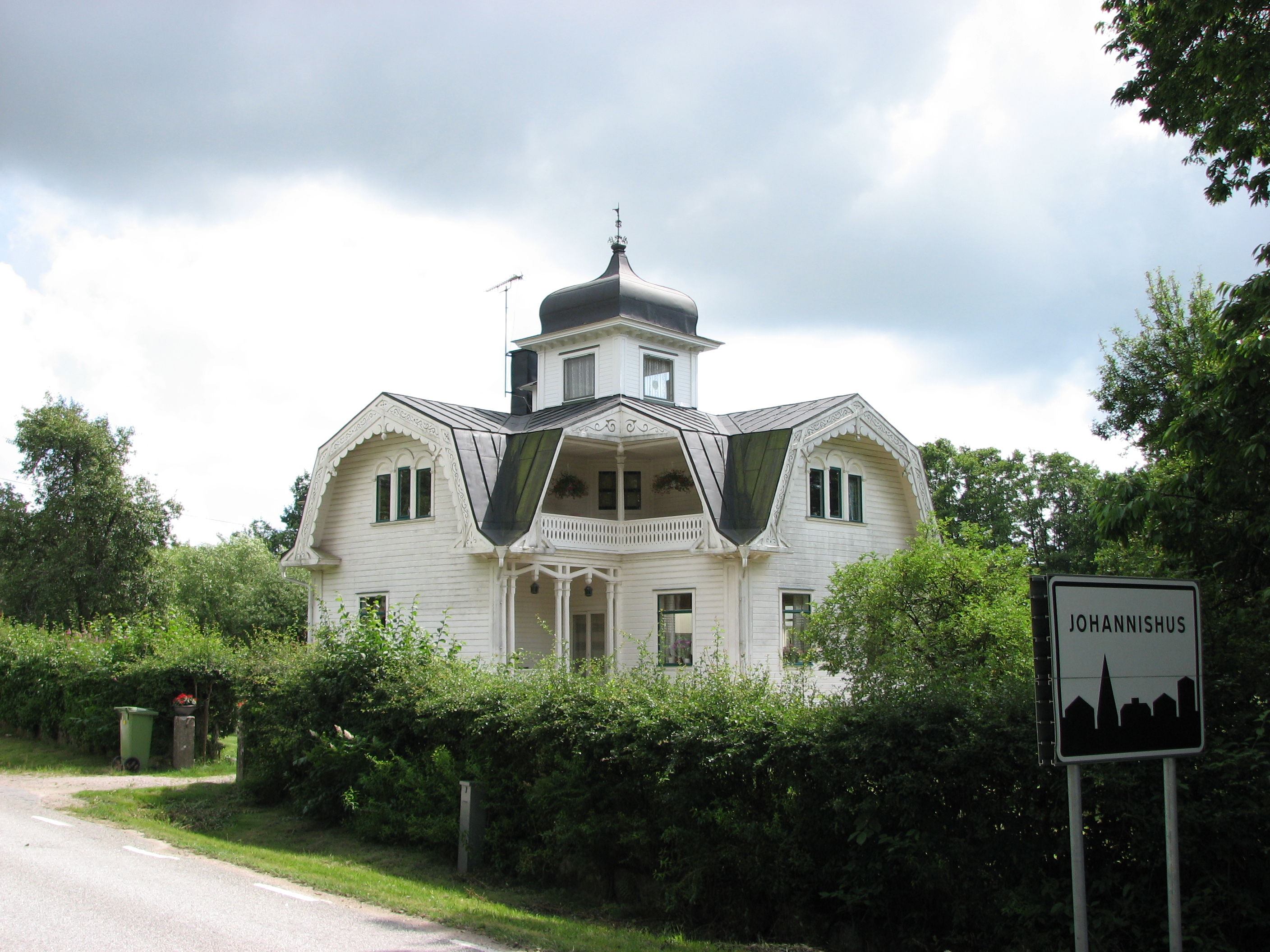
Villa Kråkslottet
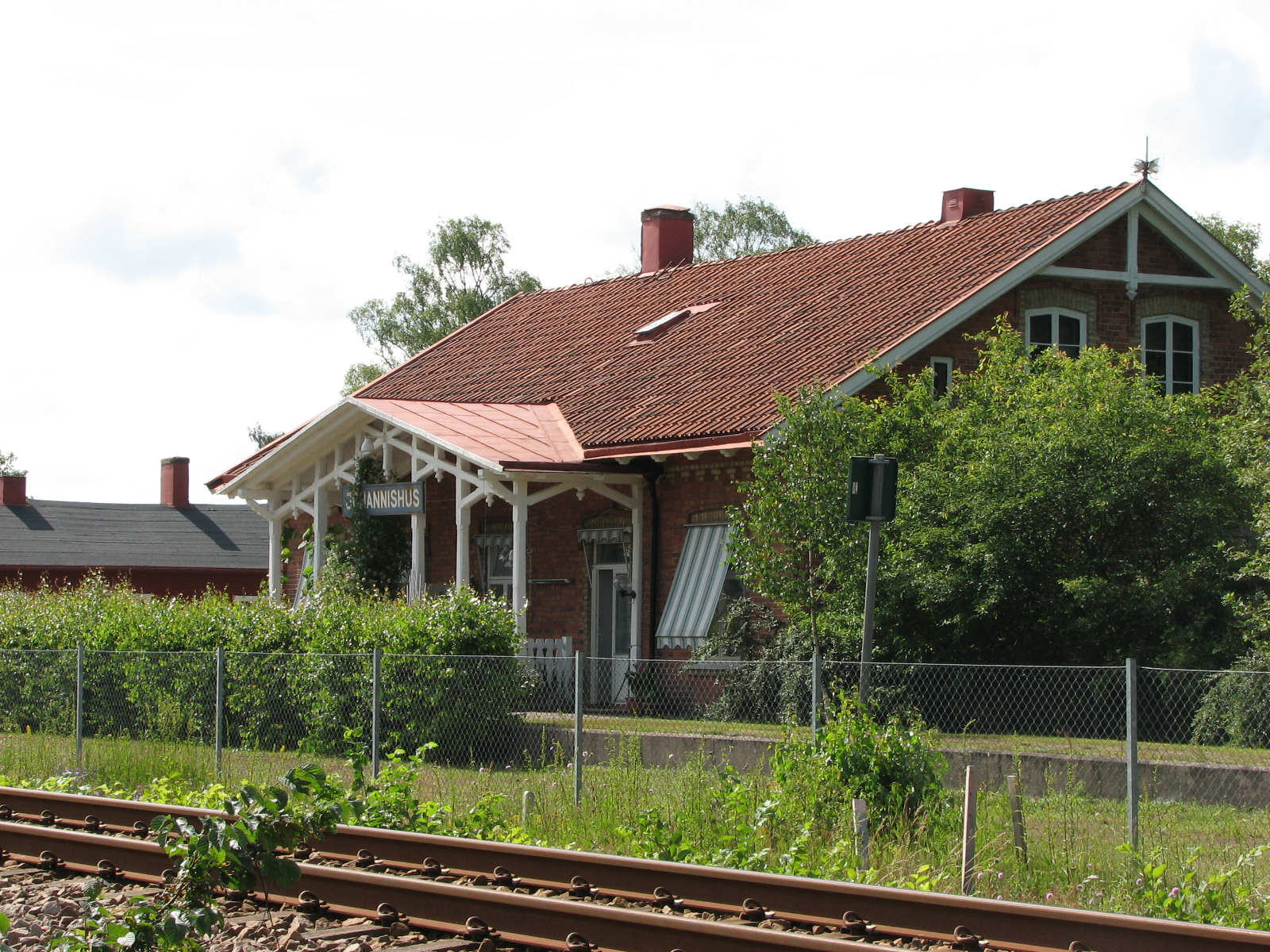
Der ehemalige Bahnhof Johannishus
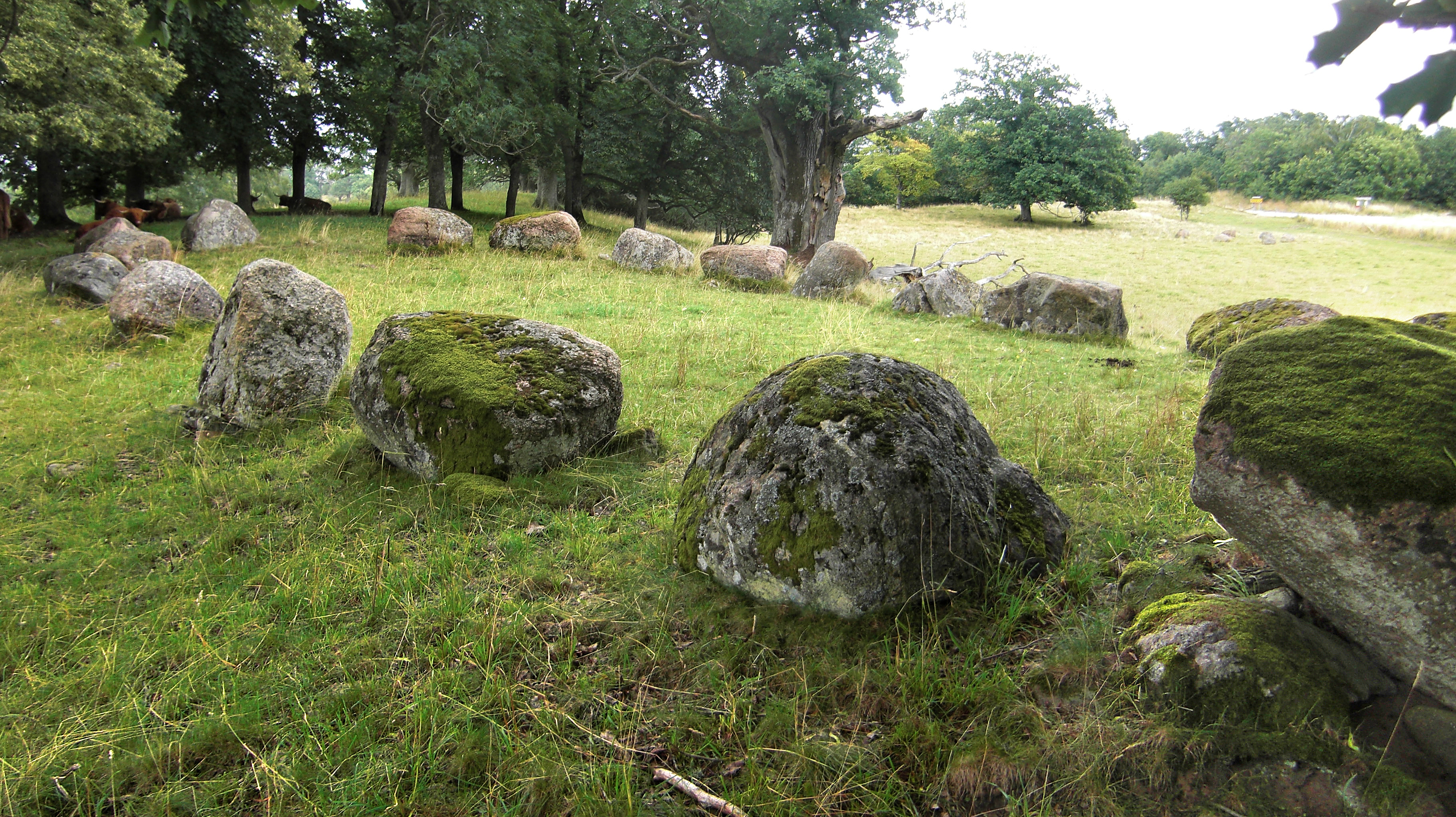
Die Schiffssetzung auf dem Johannishus gravfält
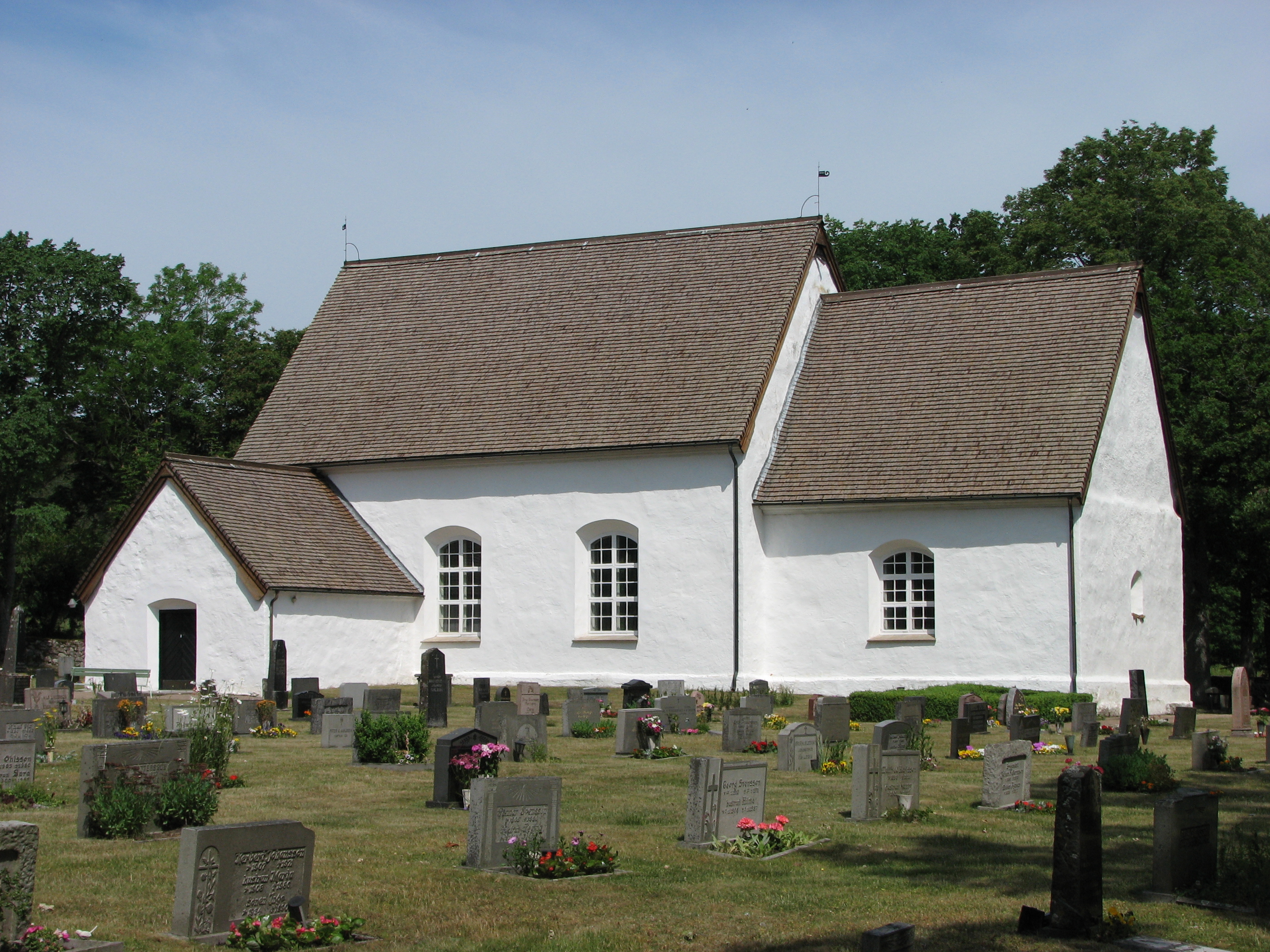
Kirche von Hjortsberga